# Château de Taillebourg
Le château de Taillebourg est un ancien château fort de nos jours en ruine, dont les vestiges se dressent sur la commune française de Taillebourg dans le département de la  Charente-Maritime, en région Nouvelle-Aquitaine.

## Historique

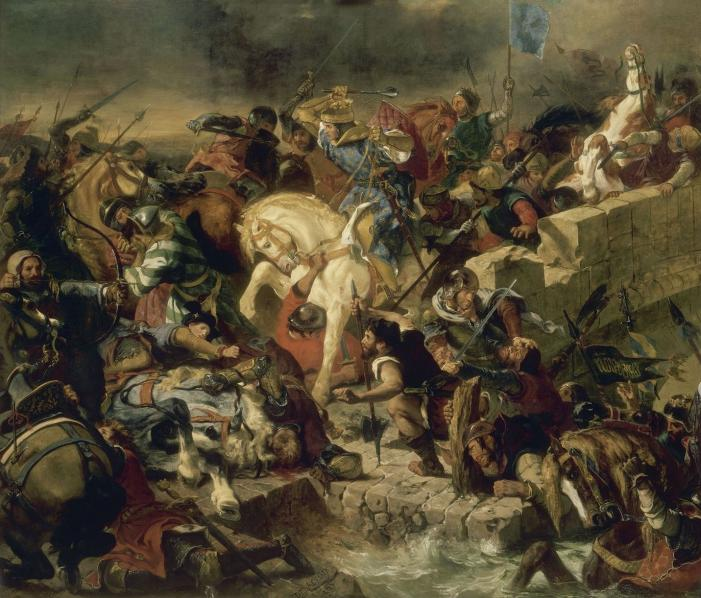
Bataille de Taillebourg peinte par Delacroix.

Selon un chroniqueur, le château de Taillebourg a abrité la nuit de noces de Louis, futur roi de France sous le nom de Louis VII, avec la duchesse Aliénor d'Aquitaine en juillet 1137. 
En 1179, Richard Cœur de Lion, s'empare en seulement trois jours de la forteresse réputée imprenable.
C'est aussi le lieu de la bataille de Taillebourg en 1242 entre Saint Louis et Henri III.
Là y grandit la jeune Marguerite de Valois, fille illégitime du roi de France Charles VI.
C'est un comté dès le XVe siècle dont l'histoire est bien connue par les archives de la famille de La Trémoille.
La forteresse a été rebâtie après 1423 par Henri de Pluqualec. Elle fut ensuite la résidence favorite des Coëtivy, et Louise de Coëtivy l'apporta en dot à Charles de La Trémoille en 1501.
Le château qui avait traversé tous les sièges durant la guerre de Cent Ans et les guerres de Religion a été pris et détruit pendant la Fronde en 1652.
Frédéric-Guillaume de La Trémoille, duc de Talmont, entreprend d'énormes travaux de reconstruction à partir de 1714. Mais durant la Révolution, le château est vendu en lots comme bien national. Ayant souffert de manque d'entretien, il fut victime d'un incendie en 1822 et détruit.

## Description
Ce château est d'abord une puissante forteresse, puis une résidence gothique et enfin le plus important château de Saintonge au XVIIIe siècle.
Le château, avec sa terrasse, construit entre 1717 et 1739, était un grand corps de bâtiment en « U » flanqué de deux pavillons couverts de toitures d'ardoise à brisis.
Du XVe siècle, il ne reste que la tour médiévale, les terrasses et les caves. Les restes des fortifications classées, comportent les murs de soutènement les fossés et les ponts. Deux ailes des dépendances du XVIIIe siècle sont devenues des résidences particulières.
La cloche du château apportée par la restauration de Frédéric-Guillaume de La Trémoille et déplacée après la Révolution dans l'église de Messac, porte l'inscription suivante :

« J'AI ÉTÉ DONNÉE POUR SERVIR A L'HORLOGE DU CHA-
TEAU DE TAILBOUR PAR HAUT ET PUISSANT SEIGNEUR
FRÉDÉRIC-GUILLAUME DE LA TRÉMOILLE, PRINCE DE TAL-
MONT, COMTE DE TAILBOUR ET LIEUTENANT GÉNÉRAL DES
ARMÉES DU ROY ET PAR HAUTE ET PUISSANTE DAME ANNE
DE BOUILLON, SON ÉPOUSE, 1732. — LOUIS BROSSARD M'A
FAITE A XINTE. »

Il est classé par arrêté du 10 mars 1995 pour ses fortifications, alors que les vestiges du château ont été inscrits le 8 mars 1991.

## Jardin
En 1714, sur le terrain dégagé par les travaux, le duc de La Trémoille fit dessiner un jardin à la française par le jardinier Le Nôtre, il existait aussi des jardins en contrebas des remparts.
Une allée de tilleuls conduit à la terrasse plantée de buis. Agrippa d'Aubigné rapporte qu'Henri IV considérait ce belvédère comme la plus belle terrasse de son royaume.
Les bords de la Charente sont plantés de peupliers, saules et aulnes et les prairies conservent la marque de la chaussée Saint-James qui date de l'époque romaine.

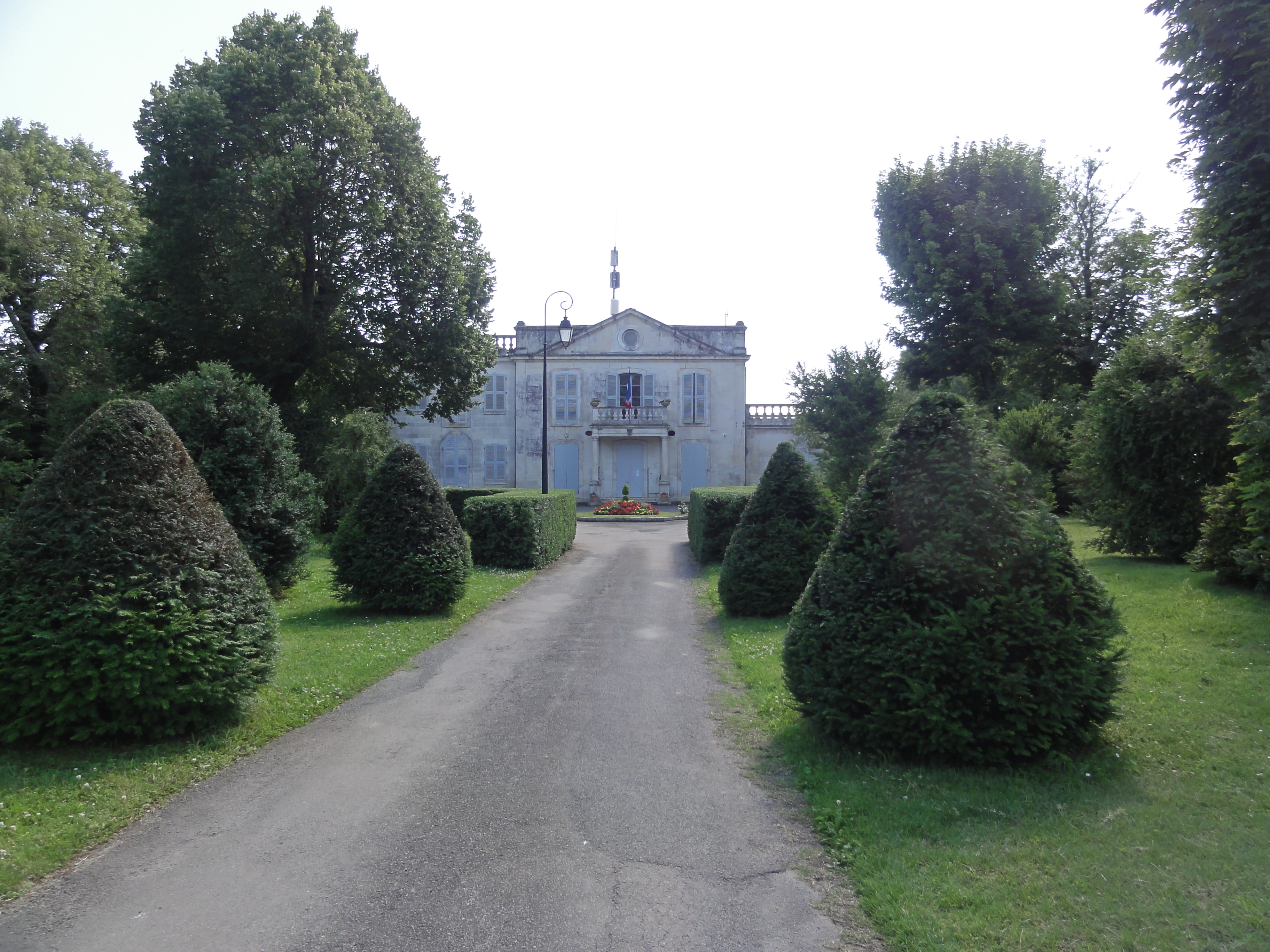
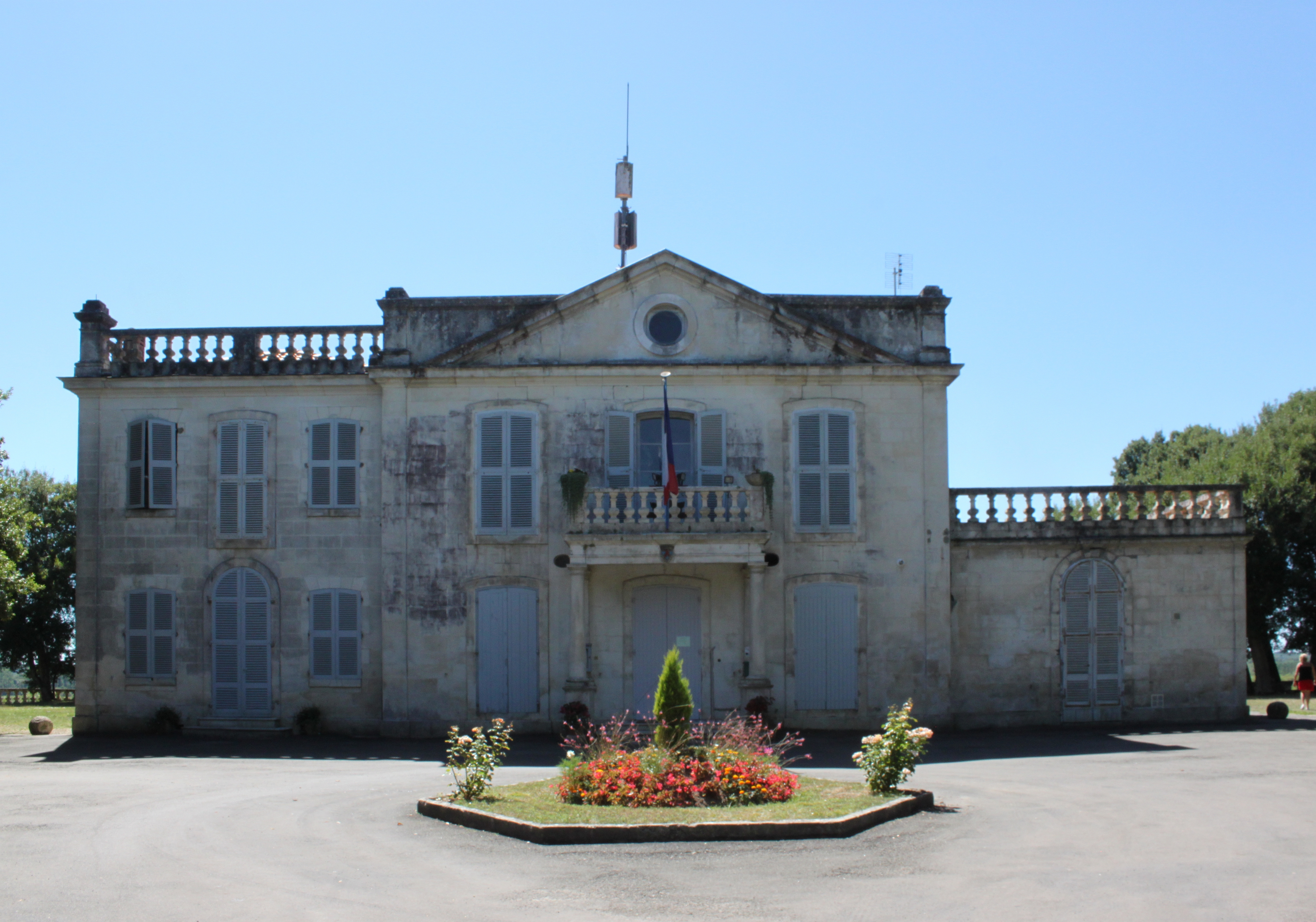
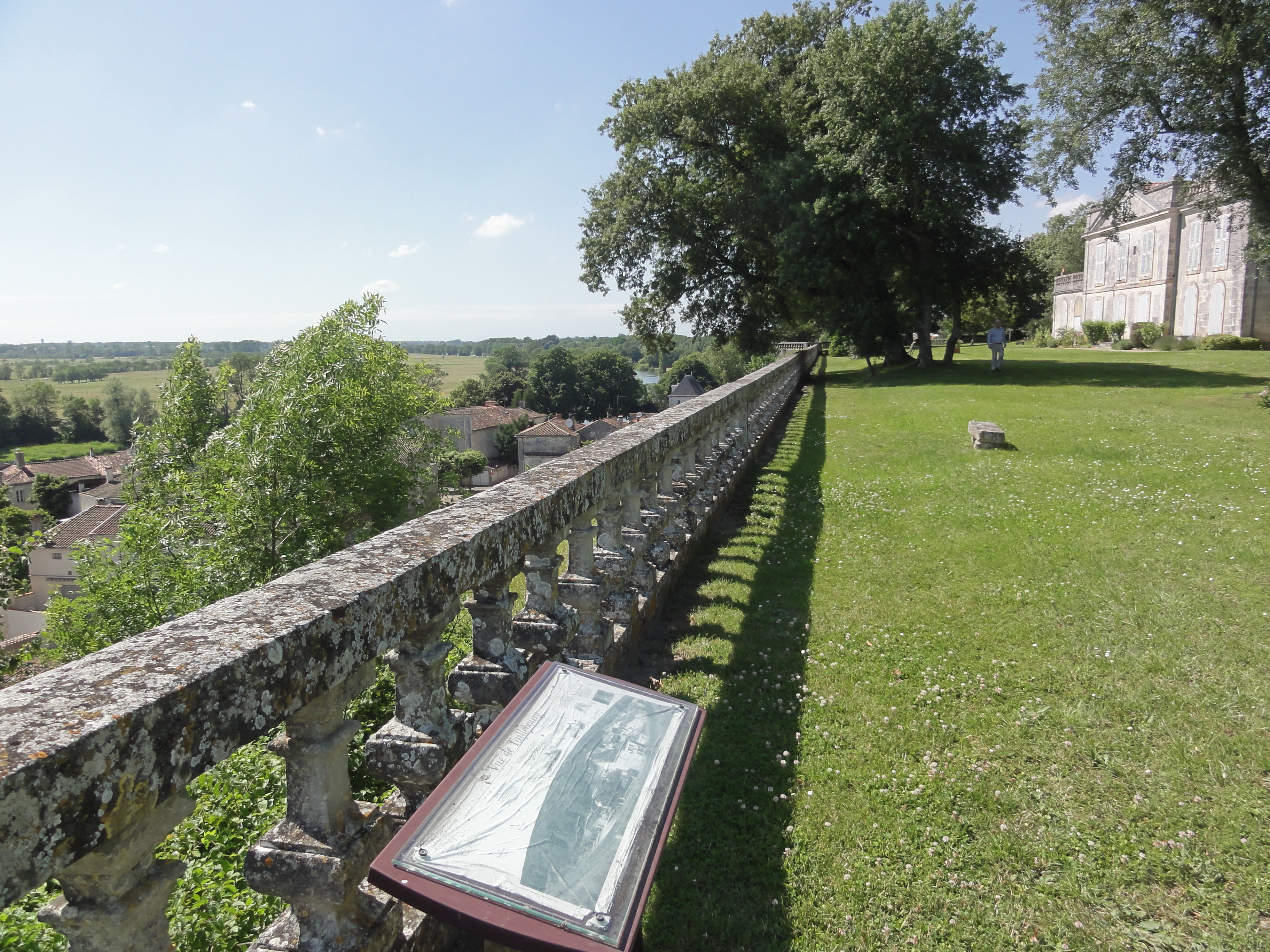
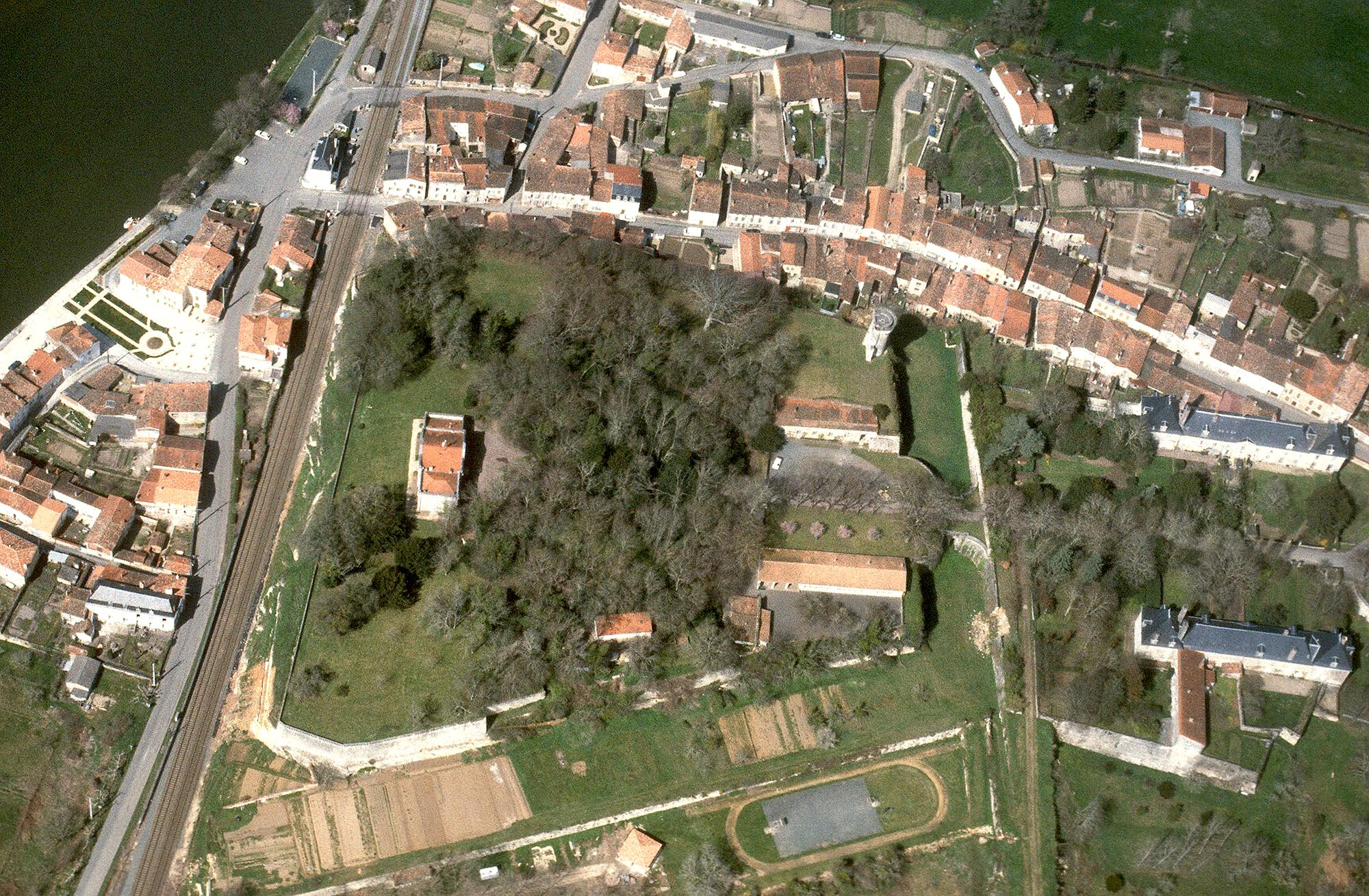

## Visites
Château et jardin sont accessibles aux visiteurs.

### Sources
- Châteaux, manoirs et logis : La Charente-Maritime, éditions Patrimoine et Médias, 1993, 541 p. (ISBN 2-910137-04-X).
- Guide des parcs et jardins de Charente-Maritime, Philippe Prévôt, éditions Sud-Ouest 2003,  (ISBN 2-87901-497-2).